# Cohors II Ulpia Paphlagonum
Die Cohors II Ulpia Paphlagonum [Volusiana] [equitata] (deutsch 2. Kohorte die Ulpische aus Paphlagonien [die Volusianische] [teilberitten]) war eine römische Auxiliareinheit. Sie ist durch Militärdiplome und Inschriften belegt.

## Namensbestandteile
- Cohors: Die Kohorte war eine Infanterieeinheit der Auxiliartruppen in der römischen Armee.

- II: Die römische Zahl steht für die Ordnungszahl die zweite (lateinisch secunda). Daher wird der Name dieser Militäreinheit als Cohors secunda .. ausgesprochen.

- Ulpia: die Ulpische. Die Ehrenbezeichnung bezieht sich auf Kaiser Trajan, dessen vollständiger Name Marcus Ulpius Traianus lautet.

- Paphlagonum: aus Paphlagonien. Die Soldaten der Kohorte wurden bei Aufstellung der Einheit auf dem Gebiet Paphlagoniens rekrutiert. In der Inschrift (CIL 3, 600) wird die Einheit Paflagonum geschrieben.

- Volusiana: die Volusianische. Eine Ehrenbezeichnung, die sich auf Volusianus (251–253) bezieht. Der Zusatz kommt in einer Inschrift vor.[1]

- equitata: teilberitten. Die Einheit war ein gemischter Verband aus Infanterie und Kavallerie. Der Zusatz kommt zwar nirgends vor, aber da es sich bei dem Verband unter Leitung des Marcus Valerius Lollianus um Kavallerieabteilungen der Alae und Cohortes equitatae in Syrien handelt, ist dies naheliegend.[1]

Da es keine Hinweise auf den Namenszusatz milliaria (1000 Mann) gibt, war die Einheit eine Cohors (quingenaria) equitata. Die Sollstärke der Kohorte lag bei 600 Mann (480 Mann Infanterie und 120 Reiter), bestehend aus 6 Centurien Infanterie mit jeweils 80 Mann sowie 4 Turmae Kavallerie mit jeweils 30 Reitern.

## Geschichte
Die Kohorte war in der Provinz Syria stationiert. Sie ist auf Militärdiplomen für die Jahre 124 bis 156/157 n. Chr. aufgeführt.
Der erste Nachweis der Einheit in Syria beruht auf einem Diplom, das auf 124 datiert ist. In dem Diplom wird die Kohorte als Teil der Truppen aufgeführt (siehe Römische Streitkräfte in Syria), die in der Provinz stationiert waren. Weitere Diplome, die auf 153 bis 156/157 datiert sind, belegen die Einheit in derselben Provinz.
Eine Vexillation der Kohorte nahm am Partherkrieg des Lucius Verus (161–166) teil. Sie wird in der Inschrift (CIL 3, 600) als Teil der Einheiten aufgelistet, die unter der Leitung von Marcus Valerius Lollianus standen. In der Inschrift steht, dass Lollianus Kommandeur in Mesopotamia über Abteilungen ausgewählter Reiter der Alen […] und der Kohorten gewesen ist.
Letztmals erwähnt wird die Einheit in einer griechischen Inschrift auf einem Altar, der in Dura Europos gefunden wurde. Der Altar wurde von einer Vexillation der Kohorte unter der Leitung des Centurios Ulpius Julianus errichtet. Die Inschrift kann auf den Zeitraum zwischen 251 und 253 datiert werden.

## Standorte
Standorte der Kohorte in Syria waren:
- Dura Europos

## Angehörige der Kohorte
Folgende Angehörige der Kohorte sind bekannt:
| - Αυρη(λιος) Λουκιος - Βασσος - Faustianus | - Marinus - Ulpius Julianus, ein Centurio - Zeno, ein Optio |